# Bugambilia
Bugambilia és una pel·lícula mexicana de 1945 dirigida per Emilio Fernández i protagonitzada per Dolores del Río i Pedro Armendáriz, basada en una història de Rodolfo Usigli.

## Argument
A la ciutat de Guanajuato, en el Segle XIX, viu la jove, bella i pèrfida Amalia de los Robles (Dolores del Río) que és l'objecte del desig de tots els nois de la ciutat malgrat la gelosia del seu pare vidu, Don Fernando (Julio Vilarreal), qui veu en la seva filla, el retrat de la seva esposa morta, i sent per ella una estranya devoció. No obstant això, l'únic home que desperta l'interès d'Amalia és Ricardo Rojas (Pedro Armendáriz), així i tot, el seu amor és impossible a causa de la diferència de classes socials i principalment per la gelosia de Don Fernando.
Amalia de los Robles (Dolores del Río) és una coqueta que no fa cas de cap dels seus pretendents, espera conèixer encara a l'home que en els seus somnis la domina. El seu principal pretendent es diu Luis Felipe (Alberto Galán) i és advocat. Don Fernando a instàncies del senyor cura (Arturo Soto Rangel) vol que Amalia se centri i pensa que Luis Felipe és el millor partit possible.
Un bon dia succeeix una explosió a la mina de don Fernando i hi ha molts morts. La gent del poble culpa don Fernando del desastre i insulta a Amalia, que quan escolta l'explosió buscarà al seu pare a la mina. Ricardo Rojas (Pedro Armendáriz) que és el capatàs de la mina la salva de ser agredida. Després d'aquesta trobada, Ricardo, queda perdudament enamorat d'Amalia. Amor que li confessa a la Zarca (Stella Inda), una noia molt bella del poble que està enamorada d'ell i que li adverteix que vagi amb compte perquè ha reptat a un duel mortal a un home que ha insultat Amalia sense conèixer-la.
Aquesta festa és una de les moltes vetllades de l'alta societat de Guanajuato i aquesta nit Alberto (Roberto Cañedo), que és poeta li dedica un poema comparant-la a una buganvilia, la qual és la flor favorita d'Amalia, com a regal de comiat perquè sabent impossible que el seu amor sigui correspost a'wn va de la ciutat. El capellà, aprofita un moment de la vetllada per advertir a Amalia que al poble es diu que dos homes estan disposats a matar-se per ella aquesta nit. Aquesta nit també, el poble passeja els seus morts de la mina enfront de la casa de don Fernando, per exhibir el seu dolor enfront de la frivolitat de l'hisendat que està donant una festa per a l'aristocràcia local i aconsegueixen que la festa acabi.
Ricardo es bat en duel aquesta nit en un carreró. Al moment del duel s'apareix a Amalia i distreu Ricardo, el que provoca que li donin un frec de bala a la mà, però així i tot mata al seu oponent. Amalia es disculpa per haver-lo distret i li ofereix el seu mocador per embenar-li la ferida, però apareix la Zarca i se l'emporta d'aquí. Amalia dies després li demana a Luis Felipe que busqui Ricardo perquè recuperi el seu mocador perquè vol evitar que la gent murmuri. Ricardo es nega a retornar-li el mocador a Luis Felipe i va a casa d'Amalia per a lliurar-l'hi personalment. Amalia li'l regala i immediatament congenia amb ell. Ricardo la torna a visitar per regalar-li un gall i en aquesta entrevista descobreixen que s'estan enamorant. Amalia el convida al ball de la Llotja però Ricardo li diu que no pot entrar a un ball tan elegant i ella promet apuntar-se al balcó enmig de la nit si el la visitarà. En això arriba don Fernando a la casa i s'indigna que un home de classe tan baixa camini pretenent a la seva filla i el fa fora d'una manera humiliant.
Don Fernando aconsegueix que l'alcalde de la ciutat expulsi Ricardo que accepta anar-se per a no ser pres i poder buscar fortuna per a tornar a casar-se amb Amalia. La nit del ball Amalia s'escapa pels carrerons a trobar Ricardo i acomiadar-se d'ell, però els soldats els segueixen molt de prop i l'arrenquen a córrer a punta de pistola. Tota aquesta situació provoca un disgust molt seriós i un distanciament entre Amalia i don Fernando. A poc a poc es van reconciliant i don Fernando creu que Amalia ha oblidat Ricardo i arregla les noces d'aquesta amb Luis Felipe. Amalia li escriu a Ricardo advertint-li i aquest torna al poble per a portar-la-hi. Don Fernando els sorprèn i tracta de detenir-los, però Amalia es va amb Ricardo de tota manera. El dia de les noces don Fernando es presenta pistola en mà i mata Ricardo.
Don Fernando és processat per assassinat i Luis Felipe es fa càrrec de la defensa. La seva estratègia és al·legar que l'homicidi va ser en defensa de l'honor d'Amalia ja que don Fernando va descobrir que Ricardo l'havia tacat. Amalia que al principi es refusa a tacar la memòria de Ricardo finalment es presenta en el judici i accepta confirmar l'argument de la defensa, però don Fernando es pega un tir a la sala de jurat enfront de tothom en refusar ser defensat amb una mentida tan vil que danya l'honor de la seva filla. Temps després Luis Felipe busca a Amalia que viu reclosa a la seva casa per a demanar-li que es casi amb el, però ella el torna a rebutjar dient-li que no està sola que sempre l'acompanyarà la memòria del seu estimat Ricardo.

## Repartiment
- Dolores del Río.... Amalia de los Robles
- Pedro Armendáriz.... Ricardo Rojas
- Julio Villarreal.... Don Fernando de los Robles
- Alberto Galán .... Luis Felipe
- Stella Inda.... Zarca
- Arturo Soto Rangel.... Cura
- Concha Sanza .... Nana Nicanora
- Roberto Cañedo.... Alberto, el poeta
- José Elías Moreno.... Socio de Ricardo
- Maruja Griffel.... Matilde, la xafardera
- Irma Torres.... Serventa
- Lupe del Castillo

## Dades i curiositats
La sobtada mort del productor Agustín J. Fink va precipitar, entre altres coses, la fusió de Films Mundials amb la també productora CLASA Films. Hipòlit Signoret, accionista de totes dues empreses, va considerar necessari consolidar els recursos econòmics i materials de les dues signatures davant l'eventualitat d'una escassetat del cel·luloide, matèria primera que, fins al moment, s'aconseguia amb relativa facilitat gràcies al suport que Mèxic havia brindat als Estats Units durant la Segona Guerra Mundial.
La fusió també es feia necessària a causa de la precària situació financera de Films Mundiales. Dos de les últimes produccions de Fink -La guerra de los pasteles d'Emilio Gómez Muriel i La corte de Faraón de Julio Bracho- havien estat costoses però poc rendables. Per si això no fos suficient, els pressupostos que havia destinat a Emilio Fernández i el seu equip sobrepassaven amb escreix el milió de pesos.
Amb Bugambilia, Fernández semblava estar disposat a enfrontar les cada vegada més freqüents i iròniques comparacions que els periodistes i crítics feien entre el seu treball i el de Julio Bracho. Com les espectaculars cintes del director de ¡Ay qué tiempos señor don Simón! la nova pel·lícula del “Indi” no escatimava recursos de producció: gran part del rodatge es duria a terme en els romàntics carrerons de la ciutat de Guanajuato, mentre que la detallada construcció d'interiors havia estat confiada a les minucioses mans de l'escenògraf català Manuel Fontanals. El vestuari de Dolores seria dissenyat, una vegada més, pel modista hollywoodense Royer, responsable dels elegants models lluïts per l'estrella en Las abandonadas (1944) .
Si María Candelaria (1943) havia estat el regal d'un director enamorat a la seva estrella, Bugambilia era el tribut fílmic que l'home rendia a la bellesa de la dona estimada. Cap dels seus films anteriors -ni l'únic que filmarien junts després d'aquest- evidencien de manera tan explícita al cineasta extasiat davant la bellesa del seu protagonista com Bugambilia.
Amb tot i l'exagerat amor que li professava, Fernández sostenia una relació cada vegada més tempestuosa i violenta amb Dolores. El rodatge de Bugambilia es va convertir en una tortura per a tots dos i per a la resta de l'equip, els qui van haver de suportar els sobtats canvis d'humor del realitzador i les constants amenaces de l'estrella d'abandonar el film. Quan la pel·lícula va ser acabada, el gener de 1945, Dolores va anunciar que mai tornaria a treballar amb l'“Indio” Fernández.
Al director l'esperava un daltabaix encara major. Després de completar la primera còpia de Bugambilia, l'equip es va presentar en les oficines de CLASA Films Mundials per a exhibir-la davant el successor de Fink. Aquest, sense brindar-los majors explicacions, els va córrer al crit de “¡No quiero genios!” En un instant, Fernández, Figueroa, Magdaleno i Armendáriz s'havien quedat sense feina.
A la I edició dels Premis Ariel va ser nominada a 2 premis Ariel dels quals només va guanyar el de vestuari.